# Forró (Ungarn)
Forró ist eine ungarische Gemeinde im Kreis Encs im Komitat Borsod-Abaúj-Zemplén.

## Geografische Lage
Forró liegt in Nordungarn, ungefähr 33 km nordöstlich des Komitatssitzes Miskolc und ein Kilometer westlich der Kreisstadt  Encs. Nachbargemeinden sind Csobád und Fancsal.

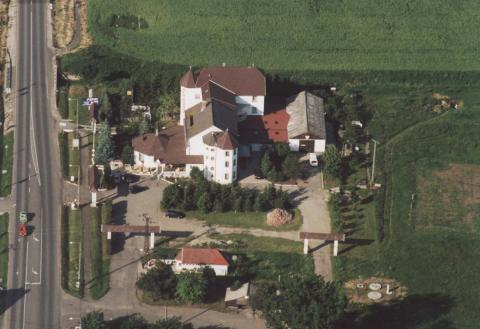
Luftaufnahme von Forró

## Sehenswürdigkeiten
- Römisch-katholische Kirche Nagyboldogasszony, ursprünglich im 14. Jahrhundert erbaut, 1729 im barocken Stil umgebaut, der Turm wurde erst 1762–1763 hinzugefügt
- Skulptur Várakozás, erschaffen 1982 von István Borsos
- Skulpturenpark, mit Statuen von Szent István király, Lajos Kossuth und Imre Nagy, erschaffen von Sándor Nemes

## Verkehr
Durch Forró verläuft die Hauptstraße Nr. 3, von der die Landstraße Nr. 2625 in Richtung Fancsal abzweigt. Über den  Bahnhof Forró-Encs ist die Gemeinde angebunden an die Bahnstrecke Miskolc–Košice.